# Filistió (actor)
Filistió (en grec antic: Φιλιστίων, llatí: Philistion) fou un actor de mims de l'antiga Grècia nadiu de Nicea o de Magnèsia, que va florir en temps d'August, al començament del segle i.
Filistió era actor, i també va escriure mims. En un epigrama que figura a l'Antologia grega es diu que va morir d'un atac de riure. És esmentat pels autors grecs del segle ii en endavant. La Suda diu que va néixer a Prusa i que va morir en temps de Sòcrates, ambdues coses errònies. També explica que va escriure κωμῳδίας βιολογικάς, és a dir, mims, recollits en una obra titulada Μισοψηφισταί, i una altra amb el títol de Φιλογέλως. Joan Tzetzes el situa com un poeta de la Nova comèdia però segurament el confon amb Filípides d'Atenes.
Es conserva un llibre amb el títol de Σύγκρισις Μενάνδρου καὶ Φιλιστίωνος que és un recull de línies i frases de poetes de la Nova comèdia bàsicament sobre sentiments morals, especialment de Menandre d'Atenes i altres poetes contemporanis, però és molt difícil que algun d'ells sigui de Filistió.